# Zapovednik Krymski
Zapovednik Krymski (Russisch: Крымский природный заповедник; Oekraïens: Кримський природний заповідник; Krim-Tataars: Qırım tabiat qoruğı; Къырым табиат къоругъы) is een strikt natuurreservaat gelegen op de Krim. De oprichting tot zapovednik vond plaats op 29 juni 1991 per decreet (№ 64/1991) van de Raad van Ministers van de Oekraïense SSR. Zapovednik Krymski heeft een oppervlakte van 441,75 km². Hiervan ligt 345,63 km² in het bergbosgedeelte en 96,12 km² in het ornithologisch reservaat "Zwaneneilanden". Het gebied valt sinds 6 mei 2014, evenals andere natuurreservaten op de Krim, onder het gezag van de Russische Federatie in de Republiek van de Krim.

## Kenmerken
Het gebied is waardevol voor wintereiken (Quercus petraea), oosterse beuken (Fagus orientalis) en zwarte dennen (Pinus nigra pallasiana). Het bergbosgedeelte van het reservaat ligt in het hoogste deel van de hoofdketen van het Krimgebergte. Het centrale deel van het reservaat is omringd door de bergtoppen van de Baboegan (1.438 m), Velika Tsjoetsjel (1.387 m) en Tsjorna (1.311 m). In het zuiden van het reservaat bevindt zich het hoogste punt van de Krim, de Roman-Kosj (1.545 m). Het gebergte bestaat uit Jurassische afzettingen die meer dan 180 miljoen jaar oud zijn. Deze bestaan uit schalie, zandsteen, kalksteen en conglomeraten. In kalksteenformaties kunnen de fossiele overblijfselen van organismen uit het Jura worden aangetroffen. De aanwezigheid van kalksteen zorgt er ook voor dat er een karstlandschap kon ontstaan, met elementen als grotten, gouffres en dolines.

## Dierenwereld
In het bergbosgedeelte van Zapovednik Krymski zijn 37 zoogdieren, 160 vogels, tien reptielen, vier amfibieën en zes inheemse vissoorten vastgesteld. Een zeldzame en endemische vissoort is Barbus tauricus, een barbeel die in rivieren van het reservaat voorkomt op hoogten tussen 300 en 500 meter. Onder de 70 vastgestelde broedvogelsoorten bevinden zich de monniksgier (Aegypius monachus) en vale gier (Gyps fulvus).
In het ornithologische reservaat "Zwaneneilanden" zijn maar liefst 250 vogelsoorten vastgesteld. Het is een van de belangrijkste broed- en overwinteringsgebieden van vele watervogels op de Krim. Hier bevinden zich dan ook grote vogelkolonies in het zomerhalfjaar, met soorten als grote zilverreiger (Ardea alba), kleine zilverreiger (Egretta garzetta) en zwarte ibis (Plegadis falcinellus). Tijdens milde winters wordt het gebied bevolkt door 10.000 à 30.000 eenden en circa 2.000 ganzen, met soorten als wintertaling (Anas crecca), pijlstaart (Anas acuta), topper (Aythya marila) en kolgans (Anser albifrons). Ook leven hier interessante zoogdieren als dwerggrondeekhoorn (Spermophilus pygmaeus), hamster (Cricetus cricetus), trekhamster (Cricetulus migratorius) en grote paardenspringmuis (Allactaga major).

## Afbeeldingen

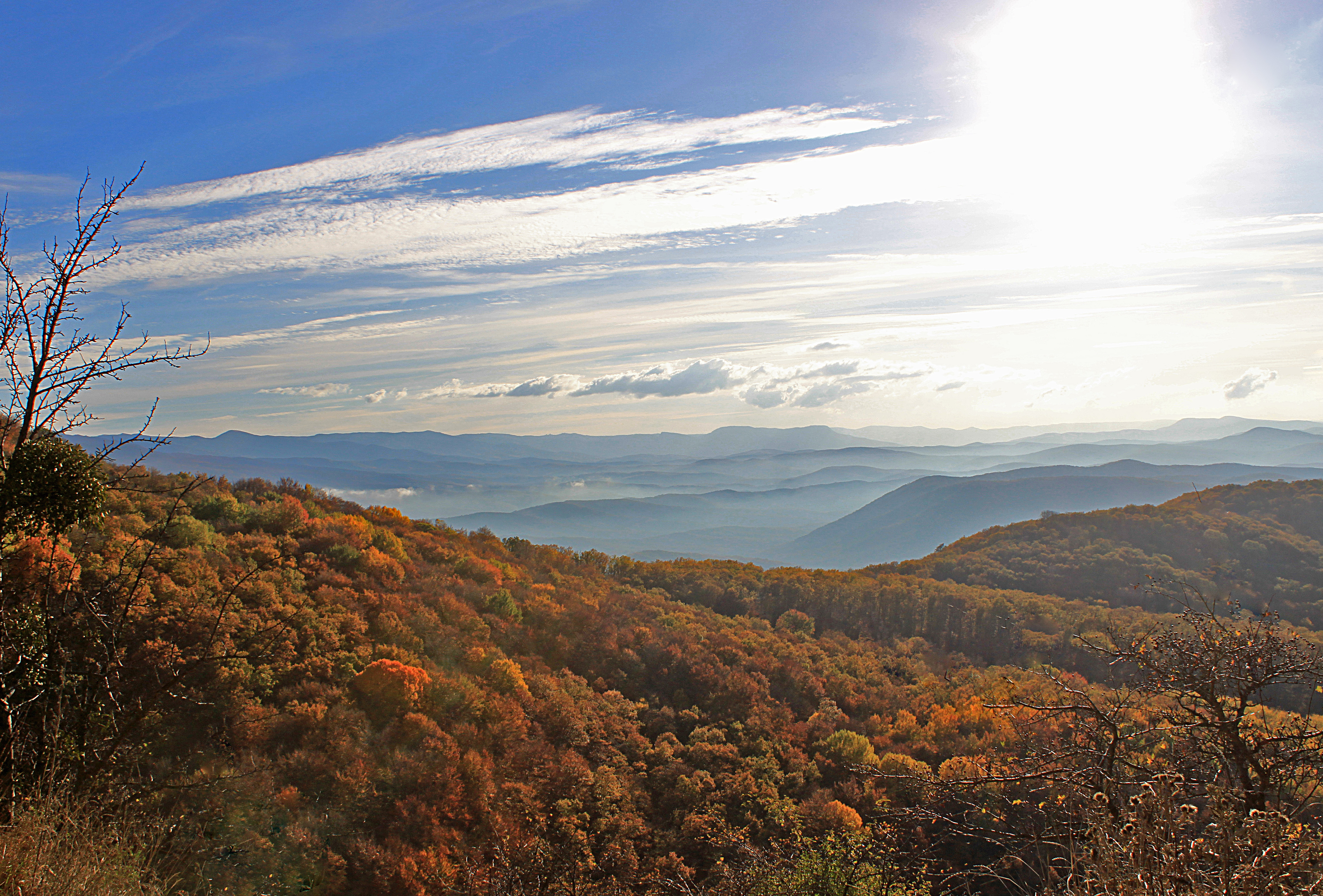
Uitzicht over de bergbossen van Zapovednik Krymski.
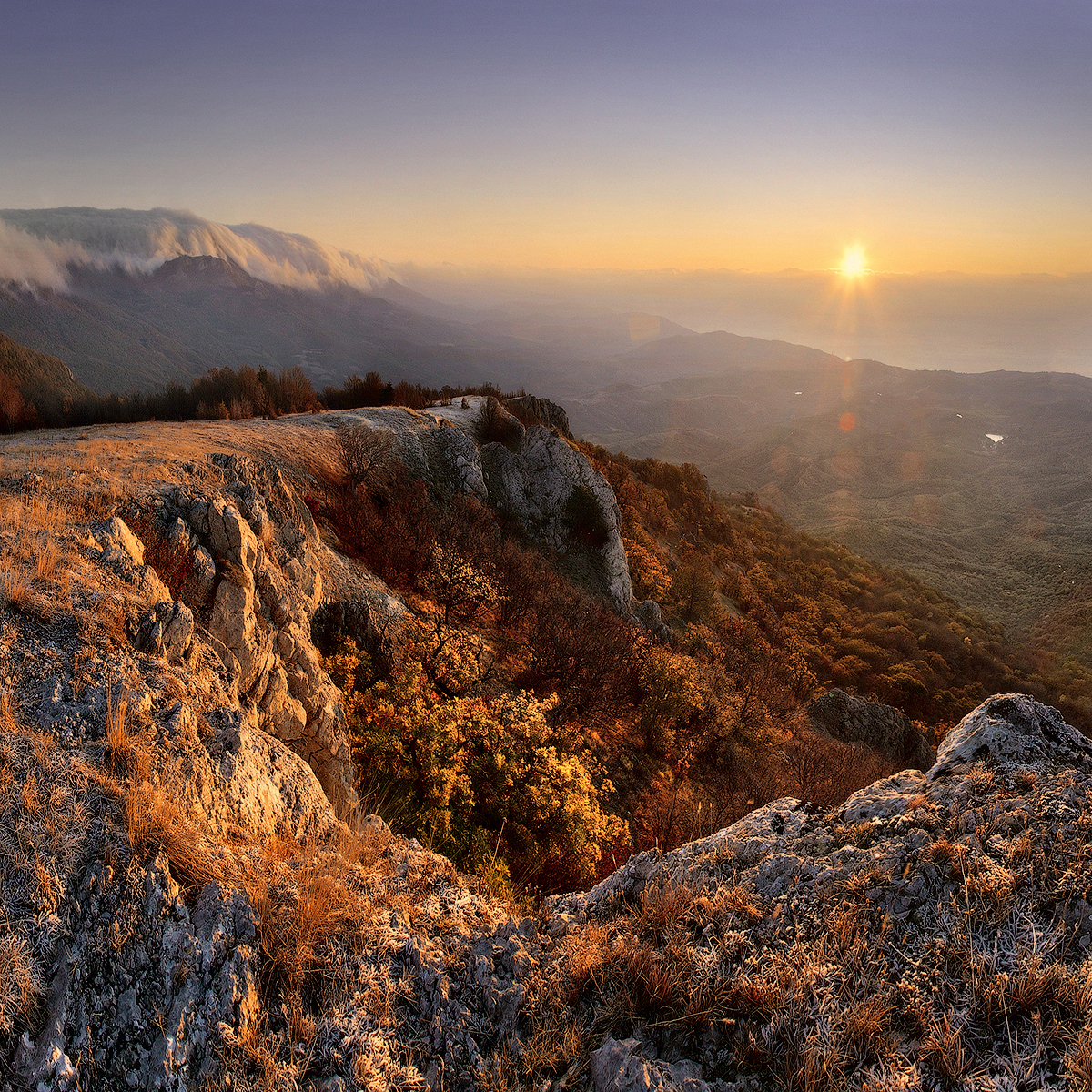
Zonsopgang over de bergen.
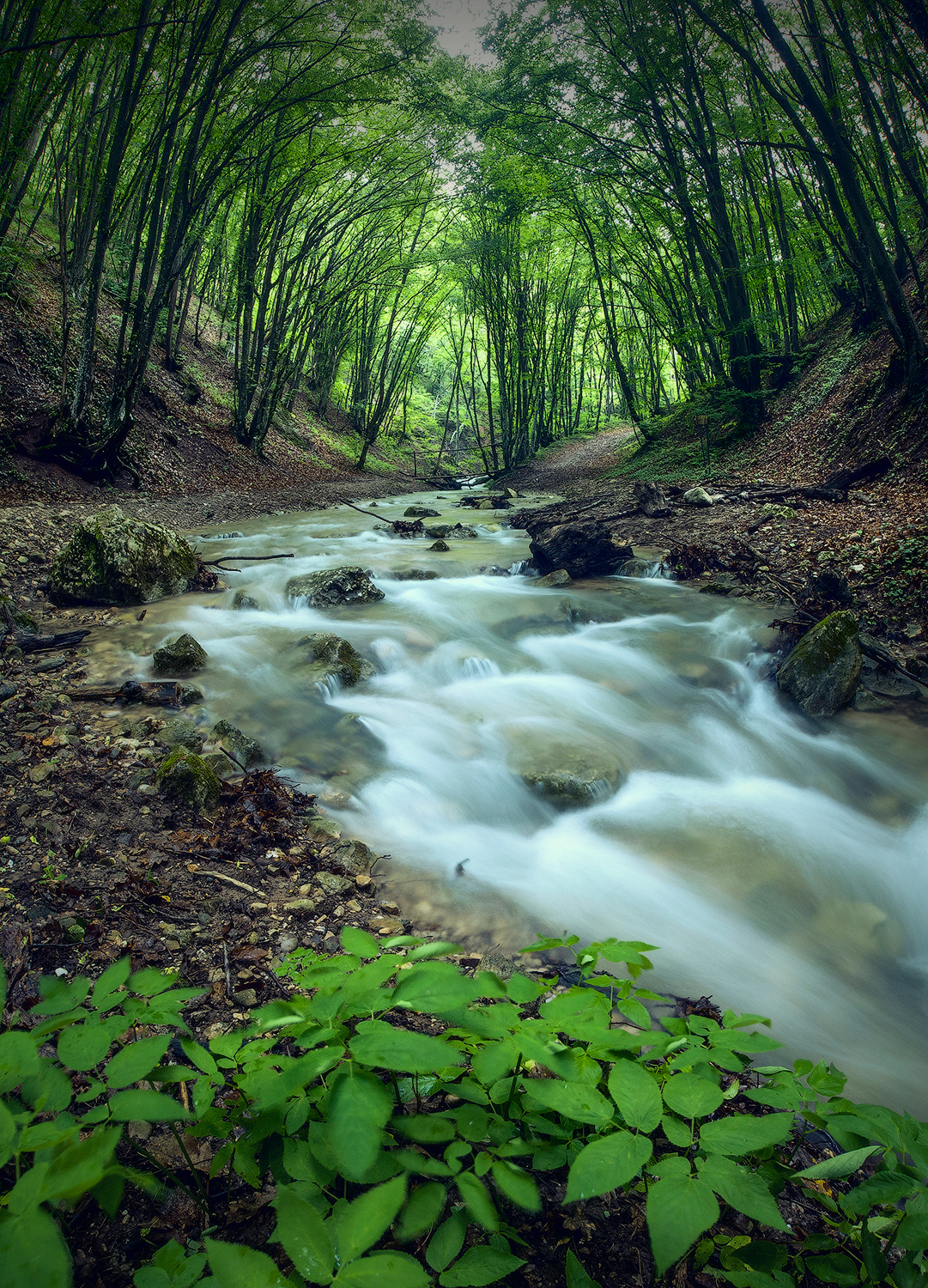
Bergriviertje.
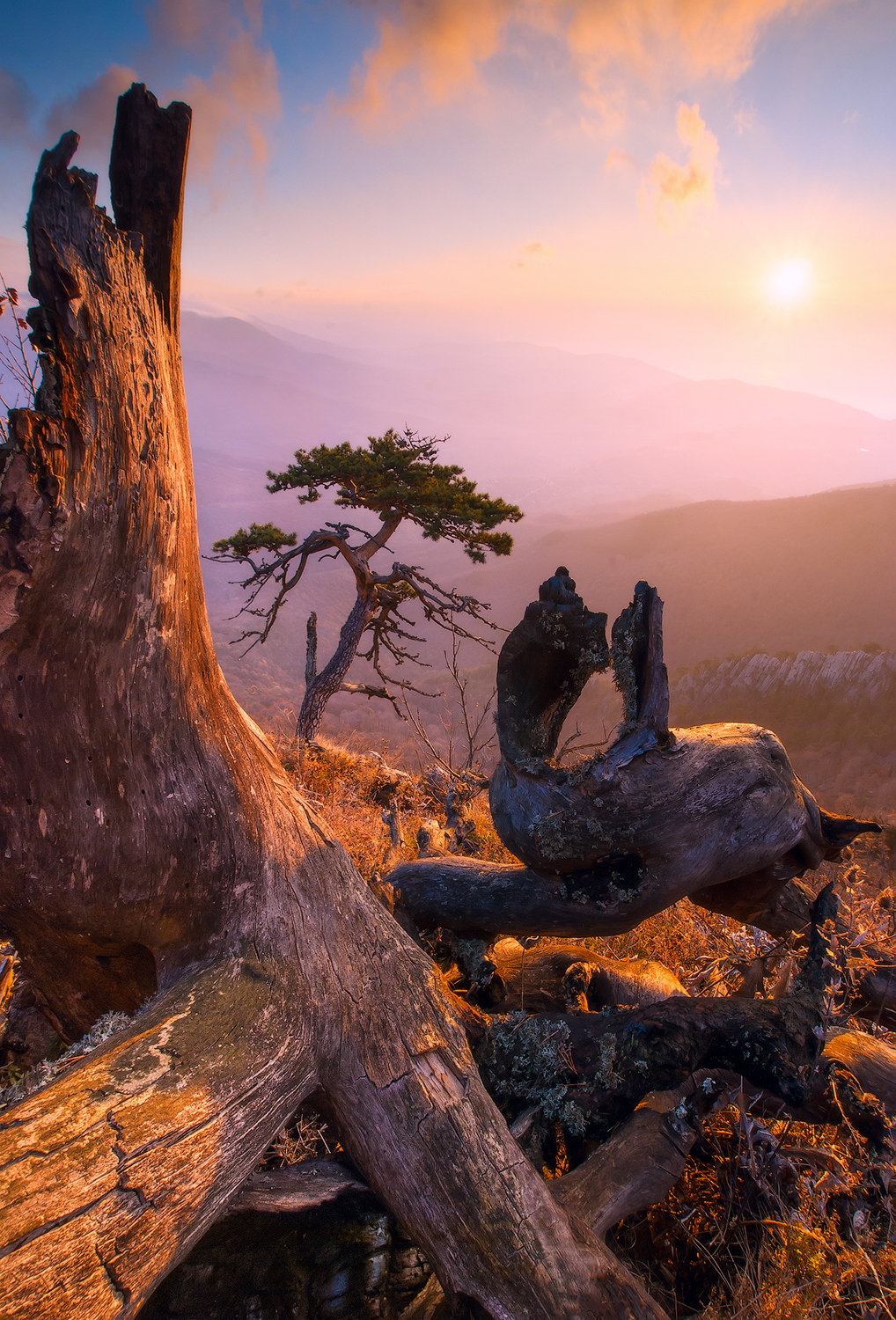
Een eenzame zwarte den (Pinus nigra pallasiana).
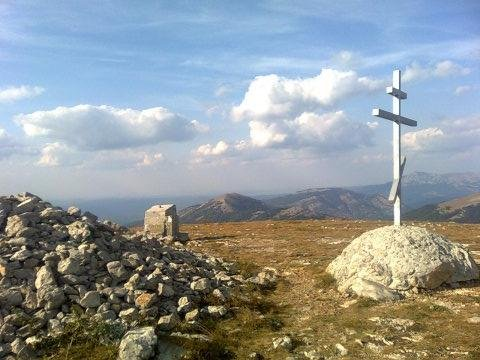
Top van de Roman-Kosj (1.545 m).
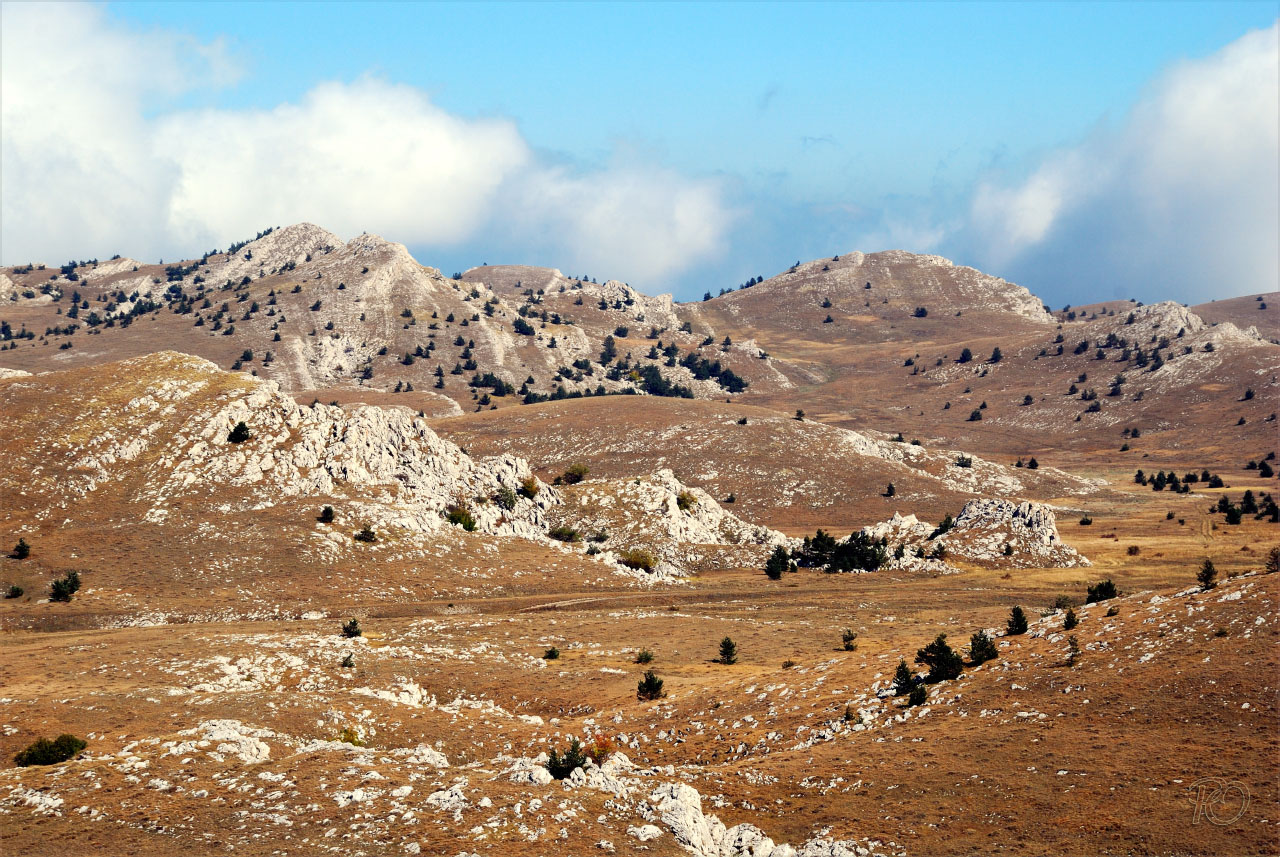
Berglandschap met uitzicht op de Baboegan (1.438 m).
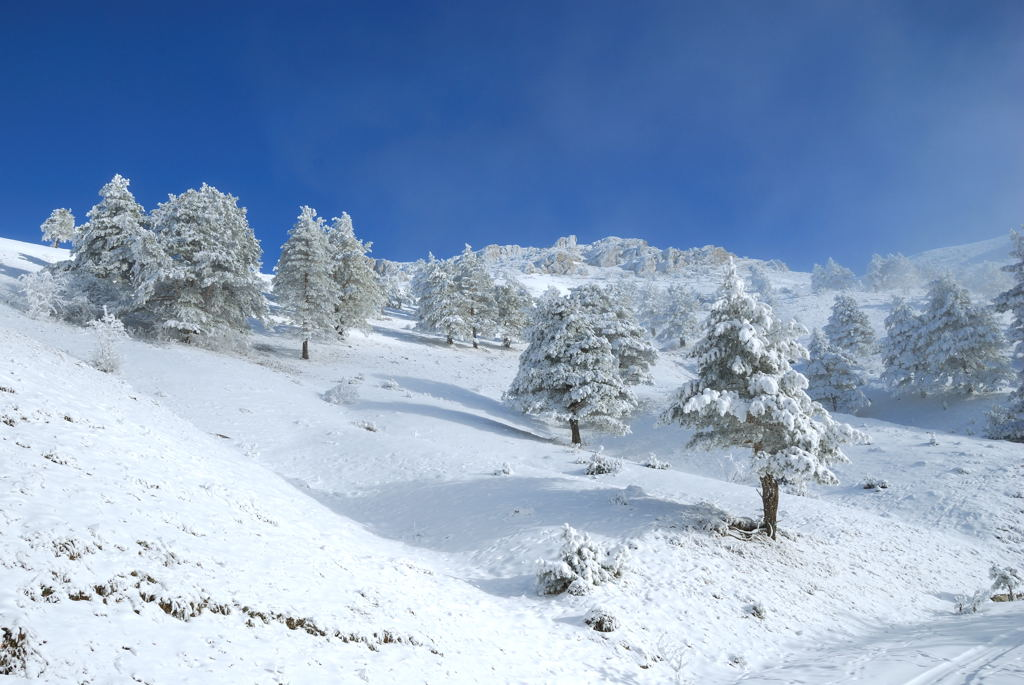
's Winters in de bergen van Zapovednik Krymski.